# Кюленталь
Кюленталь (нім. Kühlenthal) — громада в Німеччині, знаходиться в землі Баварія. Підпорядковується адміністративному округу Швабія. Входить до складу району Аугсбург. Складова частина об'єднання громад Нордендорф.
Площа — 7,13 км2. Населення становить 838 ос. (станом на 31 грудня 2020).